# هانس یواخیم اشتوک
هانس یواخیم اشتوک  (انگلیسی: Hans-Joachim Stuck؛ زاده ۱ ژانویهٔ ۱۹۵۱) یک راننده فرمول یک اهل آلمان است.